# NGC 2718
NGC 2718 é uma galáxia espiral barrada (SBab) localizada na direcção da constelação de Hydra. Possui uma declinação de +06° 17' 38" e uma ascensão recta de 8 horas, 58 minutos e 50,3 segundos.
A galáxia NGC 2718 foi descoberta em 24 de Março de 1786 por William Herschel.